# アルデバランb
アルデバランbは、65光年離れた赤色巨星アルデバランの周りを公転している可能性がある太陽系外惑星候補である。アルデバランbは当初1993年に存在する可能性が報告されたが、恒星の活動由来のシグナルを見ている可能性が高いとされ、惑星の存在は確定されなかった。その後2015年に惑星が存在する可能性が高いという報告がされたものの、2019年の研究では再びその存在に疑問を投げかける報告がされている。

## 特徴

### 質量と軌道
アルデバランbは、下限質量が木星の6.47倍の巨大な太陽系外惑星候補である。軌道長半径は1.45 au。この惑星の主星は巨大であり、放射エネルギーが非常に高いため、平衡温度はおよそ 1500 K になる可能性がある。しかし、かつてアルデバランが主系列星であったときは、アルデバランbは地球の平衡温度と同程度の平衡温度を持っていた可能性がある。

### 主星
主星であるアルデバランはオレンジ色の巨星である。つまり、すでに主系列から移行し、核の水素の燃料を使い果たしている。スペクトル分類は K5III である。アルデバランはK型の恒星で、質量は太陽の 1.16 ± 0.07 倍、半径は太陽の44倍である。また有効温度は 3910 K である。参考までに、太陽表面の有効温度は 5778 K である。アルデバランの平均の見かけの等級は0.86で、肉眼で簡単に見ることができる。

## 惑星の発見

### 1993年
アルデバランbが存在する可能性が最初に指摘されたのは1993年で、アルデバラン、アークトゥルス、ポルックスの視線速度の観測結果に基づくものである。アルデバランには視線速度の変化が検出され、これは亜恒星天体の伴星によるものだと解釈できることが示された。その測定値は、公転周期が643日、下限質量が木星の11.4倍の天体が、軌道長半径 2.0 au の位置で円に近い楕円軌道をとることを示唆している。ただし、調査された3つすべての恒星は同様の振動を示した。天文学者たちは、この視線速度の変化は惑星の重力的な効果によるものである可能性を否定はできないもの、恒星固有の変動によるものである可能性が高いと結論付けた。

### 2015年
2015年の研究では過去30年にわたる観測データの解析が行われ、惑星に由来すると考えられる視線速度の変動と、恒星固有の変動に起因する変動の両方が長期的に安定して存在しているという証拠が示された。これはアルデバランbが存在することを支持する結果である。

### 2019年
しかし2019年のリック天文台により提供された新たなデータの分析では、アルデバランbの存在に疑いが生じた。これは、視線速度の信号に一貫しない挙動（周期の変動や位相のずれ）が見つかったことによる。惑星が2つあることも考えられたが、N体シミュレーションを用いた検証では軌道の安定性に問題があった。そこで惑星は存在しないことが示唆されている。2020年の時点では、太陽系外惑星エンサイクロペディアではアルデバランbの存在については Controversial (論争中) となっている。